# Wonderful World (James Morrison)
Wonderful World is de tweede single van de Engelse zanger James Morrison, afkomstig van zijn debuutalbum Undiscovered.

## Tracklist
1. "Wonderful World"  (03:30)
2. "My Uprising"  (03:44)

## Videoclip
In de videoclip van 'Wonderful World' speelt James Morrison gitaar aan de rand van een zwembad, omringd door aantrekkelijke zonnebadende vrouwen. Uiteindelijk blijkt dat de vrouwen in een Psychiatrisch ziekenhuis zitten en onder andere antidepressie pillen slikken.

## Hitnoteringen
| Wonderful World in de Nederlandse Top 40 binnenkomst: 9 december 2006 | Wonderful World in de Nederlandse Top 40 binnenkomst: 9 december 2006 | Wonderful World in de Nederlandse Top 40 binnenkomst: 9 december 2006 | Wonderful World in de Nederlandse Top 40 binnenkomst: 9 december 2006 | Wonderful World in de Nederlandse Top 40 binnenkomst: 9 december 2006 | Wonderful World in de Nederlandse Top 40 binnenkomst: 9 december 2006 | Wonderful World in de Nederlandse Top 40 binnenkomst: 9 december 2006 | Wonderful World in de Nederlandse Top 40 binnenkomst: 9 december 2006 | Wonderful World in de Nederlandse Top 40 binnenkomst: 9 december 2006 | Wonderful World in de Nederlandse Top 40 binnenkomst: 9 december 2006 | Wonderful World in de Nederlandse Top 40 binnenkomst: 9 december 2006 | Wonderful World in de Nederlandse Top 40 binnenkomst: 9 december 2006 | Wonderful World in de Nederlandse Top 40 binnenkomst: 9 december 2006 | Wonderful World in de Nederlandse Top 40 binnenkomst: 9 december 2006 | Wonderful World in de Nederlandse Top 40 binnenkomst: 9 december 2006 |
| Week                                                                  | 1                                                                     | 2                                                                     | 3                                                                     | 4                                                                     | 5                                                                     | 6                                                                     | 7                                                                     | 8                                                                     | 9                                                                     | 10                                                                    | 11                                                                    | 12                                                                    | 13                                                                    |                                                                       |
| --------------------------------------------------------------------- | --------------------------------------------------------------------- | --------------------------------------------------------------------- | --------------------------------------------------------------------- | --------------------------------------------------------------------- | --------------------------------------------------------------------- | --------------------------------------------------------------------- | --------------------------------------------------------------------- | --------------------------------------------------------------------- | --------------------------------------------------------------------- | --------------------------------------------------------------------- | --------------------------------------------------------------------- | --------------------------------------------------------------------- | --------------------------------------------------------------------- | --------------------------------------------------------------------- |
| Positie                                                               | 34                                                                    | 22                                                                    | 14                                                                    | 15                                                                    | 8                                                                     | 8                                                                     | 9                                                                     | 13                                                                    | 14                                                                    | 16                                                                    | 16                                                                    | 20                                                                    | 23                                                                    | uit                                                                   |

### NPO Radio 2 Top 2000
| Nummer met noteringen in de NPO Radio 2 Top 2000 | '09  | '10  | '11  | '12  |
| ------------------------------------------------ | ---- | ---- | ---- | ---- |
| Wonderful World (James Morrison)                 | 1234 | 1839 | 1544 | 1758 |

1. ↑  Een vetgedrukt getal geeft de hoogste notering aan.
2. ↑  2009 was het eerste jaar met een notering voor dit nummer.
3. ↑  Deze tabel is bijgewerkt tot en met de laatste editie (2024).